# سیکریالی
سیکریالی (به انگلیسی: Sikaryali) یک شهرک در پاکستان است که در ناحیه گجرات واقع شده‌است. سیکریالی ۷٬۰۰۰ نفر جمعیت دارد.